# A teraz zaczekaj na zeszły rok
A teraz zaczekaj na zeszły rok (ang. Now Wait for Last Year) – powieść science fiction napisana przez Philipa K. Dicka, wydana po raz pierwszy w 1966. Znana również pod innym polskim tytułem: Teraz czekaj na zeszły rok. Tematyką powieści jest konflikt małżeński rozgrywający się w kontinuum światów równoległych. Akcja rozgrywa się na Ziemi uwikłanej w wojnę kosmiczną.

## Opis fabuły
Protagonista dr Eric Sweetscent, chirurg zajmujący się transplantacją sztucznych organów, żyje w toksycznym związku z żoną Kathie. Żona załatwiła mężowi posadę w korporacji Ackermana, gdzie również jest zatrudniona – i często wypomina mu to. Ziemia walczy z owadopodobnymi Rigsami, połączona koalicją z cywilizacją Lilistaru. Lilistaryjczycy są ludźmi, którzy kiedyś zasiedlili Marsa i Ziemię. Ludzkość to ocaleni potomkowie Lilistaryjczyków. Cywilizacja Lilistar jest dużo bardziej zaawansowana technologicznie, niż ziemska. Sojusznik ten chętnie dokonałby podboju słabszych Ziemian. W jednej z ziemskich fabryk chemicznych powstał tajny narkotyk JJ-180 – środek, który po jednokrotnym zażyciu powoduje silne uzależnienie i nieuniknione śmiertelne wyniszczenie organizmu po sześciu miesiącach. Brak następnych dawek narkotyku powoduje zgon po dwóch dobach. JJ-180 powstał jako broń chemiczna. Planowano zatrucie nim zbiorników wodnych Rigsów. Agenci Lilistaru, po otrzymaniu od ludzi próbek narkotyku w ramach wymiany technologii, używają go na Ziemi, aby werbować swych agentów spośród otoczenia schorowanego Gino Molinariego – sekretarza ONZ i przywódcy ludzkości. Gdy Sweetscent po rozstaniu z Kathie zostaje osobistym lekarzem Molinariego, lilistaryjski wywiad podrzuca JJ-180 jego żonie, która już wcześniej eksperymentowała z narkotykami. Polecają jej śledzenie męża i obiecują dostarczanie narkotyku w zamian za informacje. Lilistar podejrzewa, że Molinari zamierza zerwać sojusz. Zażywanie JJ-180 powoduje odczucie przeskoków w czasie – nie do końca wiadomo, czy jest to tylko halucynacja doznawana przez osobę przyjmującą narkotyk, czy też realne przemieszczanie się do światów równoległych.